# ظریقه (روستا)
 ظریقه  به عربی ( الَظریقَة )، روستایی است در دهستان وزاعیه از توابع استان تَعِز در کشور یمن در شبه جزیره عربستان.

## جمعیت
جمعیت آن (۴۰ ) نفر (۴ خانوار) می‌باشد.